# Liste der Baudenkmale in Banzkow
In der Liste der Baudenkmale in Banzkow sind alle Baudenkmale der Gemeinde Banzkow (Landkreis Ludwigslust-Parchim) und ihrer Ortsteile aufgelistet (Stand: Januar 2021).

## Banzkow
| ID | Lage                           | Bezeichnung                            | Beschreibung | Bild                                   |
| -- | ------------------------------ | -------------------------------------- | --- | -------------------------------------- |
|    | Mirower Straße (Karte)         | Windmühle                              | Ursprünglich gab es im Mittelalter eine Wassermühle in der Dorfmitte die viele Jahre als Getreidespeicher diente. Sie war später im Besitz des Landesherrn, bevor sie nach dem Dreißigjährigen Krieg an die Müller überging; Galerieholländermühle von 1874; heute Hotelnutzung. | Windmühle                              |
|    | Auf der Horst 13 (Karte)       | Büdnerei mit Stall                     | | Büdnerei mit Stall                     |
|    | (Karte)                        | Kirche                                 | Neugotischer Saalkirche aus Backstein von 1875 nach Plänen von Theodor Krüger mit einschiffigem, vierjochigem Langhaus mit Treppengiebel; eingezogener Chor mit 5/8-Schluss; Westturm mit achteckigem Oberteil und Spitzhelm.                                                    | Kirche                                 |
|    | Friedhof                       | Soldatengrab (Mai 1945)                | | Soldatengrab (Mai 1945)                |
|    | Friedhof                       | Kriegerdenkmal 1914/18                 | | Kriegerdenkmal 1914/18                 |
|    | Mirower Straße 21 (Karte)      | Bauernhaus, Scheune                    | | Bauernhaus, Scheune                    |
|    | Schulsteig 1 (Karte)           | Bauernhaus                             | | Bauernhaus                             |
|    | Schulsteig 5 (Karte)           | Wohnhaus, Wirtschaftsgebäude, Hofmauer | | Wohnhaus, Wirtschaftsgebäude, Hofmauer |
|    | Störstraße 1 (Karte)           | Bauernhaus                             | | Bauernhaus                             |
|    | Störstraße 4 (Karte)           | Wohnhaus und ehem. Scheune             | | Wohnhaus und ehem. Scheune             |
|    | Störstraße 7 (Karte)           | Bauernhaus                             | | Bauernhaus                             |
|    | Straße des Friedens 4 (Karte)  | Büdnerei mit Stall                     | |                                        |
|    | Straße des Friedens 16 (Karte) | Kelterei                               | | Kelterei                               |

## Goldenstädt
| ID | Lage                              | Bezeichnung             | Beschreibung | Bild                    |
| -- | --------------------------------- | ----------------------- | --- | ----------------------- |
|    | (Karte)                           | Kirche mit Glockenstuhl | Gotischer, einfacher Saalbau als Wehrkirche vermutlich aus dem 13. Jahrhundert, nur wenige Jahrhunderte nach der Erstbesiedlung des Lewitzgebiets im 11. Jahrhundert; typisch für Wehrkirchen sind die hochgelegenen Fenster und die dicken Wände, deren Stärke bis zu 1,30 m beträgt. | Kirche mit Glockenstuhl |
|    | (Karte)                           | Kriegerdenkmal 1914/18  | | Kriegerdenkmal 1914/18  |
|    | ehemals B 106, jetzt L 72 (Karte) | Meilenstein             | Mecklenburg-Schweriner Ganzmeilenstein | Weitere Bilder          |

## Jamel
| ID | Lage                   | Bezeichnung | Beschreibung | Bild      |
| -- | ---------------------- | ----------- | ------------ | --------- |
|    | Forststraße 11 (Karte) | Häuslerei   |              | Häuslerei |

## Mirow
| ID | Lage                        | Bezeichnung                   | Beschreibung | Bild                          |
| -- | --------------------------- | ----------------------------- | --- | ----------------------------- |
|    | (Karte)                     | Kirche und Friedhof mit Mauer | Neugotischer Backsteinbau von 1842 auf dem Feldsteinsockel der Vorgängerkirche vom 13. Jahrhundert nach Plänen von Ludwig Bartning; Westturm von 1883, früher mit Spitzhelm; Kanzelaltar 19. Jh., Runge - Orgel von 1857. | Kirche und Friedhof mit Mauer |
|    | Friedhof                    | Kriegerdenkmal 1914/18        | | Kriegerdenkmal 1914/18        |
|    | Unter den Linden 30 (Karte) | Hallenhaus                    | | Hallenhaus                    |
|    | Unter den Linden 42 (Karte) | Hallenhaus                    | | Hallenhaus                    |

## Ehemalige Kulturdenkmale nach Ortsteilen

### Banzkow
| ID | Lage              | Bezeichnung | Beschreibung | Bild       |
| -- | ----------------- | ----------- | ------------ | ---------- |
|    | Am Mühlengraben 1 | Bauernhaus  |              | Bauernhaus |
|    | Am Mühlengraben 3 | Büdnerei    |              | Büdnerei   |

### Mirow
| ID | Lage                | Bezeichnung          | Beschreibung | Bild                 |
| -- | ------------------- | -------------------- | ------------ | -------------------- |
|    | Unter den Linden 34 | Scheune (Hallenhaus) |              | Scheune (Hallenhaus) |